# Arafo (kommunhuvudort)
Arafo är en kommunhuvudort i Spanien.   Den ligger i provinsen Provincia de Santa Cruz de Tenerife och regionen Kanarieöarna, i den sydvästra delen av landet, 1 800 km sydväst om huvudstaden Madrid. Arafo ligger 500 meter över havet och antalet invånare är 5 375. Den ligger på ön Teneriffa.
Terrängen runt Arafo är bergig västerut, men österut är den kuperad.  Närmaste större samhälle är La Laguna, 19,0 km nordost om Arafo. 